# Venus Fly Trap
"Venus Fly Trap" é uma canção escrita e gravada pela cantora e compositora galesa Marina para seu quinto álbum de estúdio, Ancient Dreams in a Modern Land (2021). Foi lançada como o quarto single do projeto em 9 de junho de 2021, pela Atlantic Records, sendo produzida por Marina e James Flannigan.

## Histórico e lançamento
"Venus Fly Trap" foi lançada para download digital e streaming em 9 de junho de 2021, como o quarto single do álbum. Foi a última música a estrear antes do lançamento do álbum, e originalmente uma prévia foi compartilhada um mês antes com o single anterior "Ancient Dreams in a Modern Land". Marina é a única compositora da canção, e a produziu ao lado de James Flannigan. O videoclipe de "Venus Fly Trap" estreou junto com o single e foi dirigido pela Weird Life Films.

## Composição e letras
"Venus Fly Trap" é uma canção pop influenciada pelo funk com versos contra o patriarcado e a indústria do entretenimento.

## Apresentações ao vivo
Marina apresentou a canção pela primeira vez como parte do setlist de "Ancient Dreams: Live from the Desert", um show virtual transmitido um dia após o lançamento do álbum. Ela também cantou a música no Late Night with Seth Meyers no 14 de junho de 2021.

## Remix de Tove Lo
Em 14 de julho de 2021, Marina anunciou através de suas mídias sociais que um remix da canção seria lançado com a participação da cantora sueca Tove Lo, sendo produzida pela DJ australiana Kito. A nova versão de "Venus Fly Trap" é amplamente indistinguível da original, exceto pelo verso amado de Tove Lo, que vem no primeiro verso da música: "Eles dizem: 'Garota, você não sabe que é mulher agora? Mostre alguma aula e mantenha a cabeça baixa'". O remix com Tove Lo e Kiko foi disponibilizado nas plataformas de downloads digitais e streaming em 16 de julho de 2021.

## Vídeo musical
O videoclipe oficial – com produção do coletivo Weird Life – estreou em 9 de junho de 2021, junto com o lançamento do single. Em algumas cenas, Marina surge usando uma camiseta com a frase “Harvey Westein Gone to Jail”, em português: Harvey Westein foi pra cadeia. O fim traz ela explodindo o letreiro de Hollywood.

## Faixas e formatos
- Digital download

1. "Venus Fly Trap" – 2:38

- Blossom Remix

1. "Venus Fly Trap" (Blossom Remix) – 3:28

- Kito Remix - Participação Tove Lo

1. "Venus Fly Trap" (Kito Remix) [com Tove Lo] – 2:43

## Desempenho nas tabelas musicais
| País — Tabela musical (2021)                          | Melhor posição |
| ----------------------------------------------------- | -------------- |
| Estados Unidos Alternative Airplay (Billboard)        | 34             |
| Estados Unidos Rock & Alternative Airplay (Billboard) | 38             |

## Histórico de lançamento
| Região | Data                | Formato(s)                              | Versão        | Gravadora(s) | Ref.         |
| ------ | ------------------- | --------------------------------------- | ------------- | ------------ | ------------ |
| Várias | 9 de junho de 2021  | Download digital streaming              | Original      | Atlantic     | [ 1 ] [ 16 ] |
| Várias | 30 de junho de 2021 | Download digital streaming              | Blossom remix | Atlantic     | [ 17 ]       |
| Várias | 16 de julho de 2021 | Remix de Kito - participação de Tove Lo | [ 18 ]        | Atlantic     |              |